# Lisandro Olmos (La Plata)
Lisandro Olmos es un pueblo en Argentina.  Se ubica en el partido de La Plata, en la provincia de Buenos Aires, a 12 km al sudoeste del centro de la ciudad.

## Geografía

### Población
Según el censo de 2001 tiene 17.872 habitantes.

### Sismicidad
La región responde a las subfallas «del río Paraná», y «del río de la Plata», y a la falla de «Punta del Este», con sismicidad baja; y su última expresión se produjo el 30 de noviembre de 2018 (6 años), a las 10:27 UTC-3, con una magnitud de 3,8 en la escala de Richter.
La Defensa Civil municipal advierte acerca de: 
- Tormentas severas, algo periódicas.
- Baja sismicidad, con silencio sísmico de 6 años.

## Servicios
Cuenta con servicios de electricidad por medio de la Empresa EDELAP. Agua Potable y Cloacas que administra la Cooperativa de Agua Potable y otros Servicios de Lisando Olmos. Gas Natural por medio de la empresa Camuzzi. Teléfono, por la empresa Telefónica. Internet (Empresas Telefónica, Cooperativa Telefónica de Abasto, Telecentro),  y los medios de transporte son las líneas, 307, 340, oeste y 508

## Educación
La zona cuenta con escuelas públicas de gestión estatal: de nivel primario, Nro. 119 y 48, dos escuelas de nivel Secundario, tres Jardines de Infantes. También existe un complejo educativo de enseñanza Pública de Gestión Cooperativa: Escuelas Emanuel con niveles maternal, Jardín, Primaria y Secundario, con otras actividades sociales.

## Medios de Comunicación
El primer medio de comunicación fue el mensuario Abriendo Surcos (desde 1989 a 1996)
Desde el 9 de julio de 1992 hasta la actualidad, el Periódico Sin Límites que es un periódico independiente, mensual y de distribución gratuita en los comercios del oeste de la ciudad de La Plata, informa sobre las novedades de Lisandro Olmos, Abasto, José Melchor Romero, Ángel Etcheverry, San Carlos, Los Hornos y El Peligro. Su fundador es Juan Ramón De Prado y su director general Germán Centeno. Página web: www.periodicosinlimites.com.ar
Una emisora de Radio en Frecuencia Modulada, Sin Fronteras que transmite en 107.7 MHz desde las instalaciones del Club Deportivo Tarija, dirigida por el Prof. Sergio Stazi.

## Arte
Existe en Lisandro Olmos un fuerte movimiento artístico en diferentes lenguajes.

Literatura: Se destaca el grupo Escritores del Oeste.

Música: De Lisandro Olmos surgieron los grupos Tayel Mapu, Taquinashpa, Viernes 20, Canto Rodado. Las cantantes Nancy Botta, Miriam López. Los músicos Juan Aló, Aldo Vallejos, Gaby Vallejos, Enrique Vallejos, Emiliano Bellito. También se hallan radicados en la zona El Chango Álvarez, Daniel Elizalde.

Danza: Se destacan Anahí Nieve, Mariela Cafiero, Daniel Fibiguer, Laura Vera, Pedro Mombiela.

Pintura: Susy González, Noemí Berducci, Miriam Giampieri, Marcela Giovannini.

Además se cuenta con la acción de la Asociación Cultural Estrada 
Cerámica: Natalia Marconi es especialista en cerámica ancestral y técnicas de rescate del hacer cerámica precolombino, trabaja con arcillas recolectadas y horneadas a la leña, dicta talleres presenciales y virtuales, teniendo alumnos del interior y exterior del país. en sus redes sociales puede observarse parte de su trabajo así también con en su canal de YouTube clases gratuitas en las que comparte sus saberes para que se multipliquen.

## Toponimia
El nombre Lisandro Olmos, tiene su origen en el apeadero designado con ese nombre con la inauguración del ramal ferroviario La Plata a Meridiano V. Esta parada de ferrocarril que nunca llegó a ser estación, estaba asentada en tierras de Los Miradores, la estanzuela del coronel Lisandro Olmos.
Estos terrenos habían pertenecido a la estancia de Ponce de León, a quien le fueron expropiados cuando se proyectó la fundación de La Plata. 
Lisandro Olmos, un militar y político catamarqueño nacido en 1840, combatiente en Cepeda y Pavón por la Confederación, fundador del partido de la Unión Nacional y amigo de Dardo Rocha -fue inspector de las adjudicaciones de tierras de La Plata-, adquirió entonces -en parte al fisco y en parte a particulares- 327 ha al sudoeste del casco urbano, bautizándolas Los Miradores. En septiembre de 1911, se resolvió designar a la estación del kilómetro 20 entre La Plata y el Meridiano V con el nombre de quien había donado las tierras para su construcción.

## Historia
La historia de Olmos comienza a escribirse en 1882, con motivo de la fundación de la capital provincial, cuando el entonces gobernador Dardo Rocha dispuso la expropiación de tierras y su división en solares, quintas y chacras para la venta. El coronel Lisandro Olmos adquirió chacras en la zona, donde hizo construir una mansión, que luego se convirtió en una residencia de verano, y que en la actualidad es conocida como “Los Miradores de Olmos”. Cabe mencionar que antes de la fundación de La Plata, en la zona de Lisandro Olmos, ya había algunos habitantes afincados en ella, tal es el caso de la familia Canale en la casa llamada, Villa Tonezza (aún hoy en pie, descendientes de esta familia siguen viviendo en la zona. 
El poblado nació, como tantas otros, con la llegada del tren y la división en parcelas de las grandes extensiones de tierra que caracterizaba a la llanura pampeana a finales del siglo XIX. El 12 de abril de 1910, Olmos donó a la provincia un sector de su propiedad para que allí pasara el ferrocarril provincial hacia Meridiano V y también para que se establecieran los talleres. El 18 de septiembre de 1911 una resolución provincial estableció que en el kilómetro 20 de la nueva vía férrea se habilitara el apeadero Lisandro Olmos. De esa manera, y aún en vida del coronel, se estableció un paraje del tren con su nombre. Además, la localidad cobró impulso con la llegada de la unidad penitenciaria el 18 de noviembre de 1939. La cárcel hizo que almacenes de ramos generales comenzaran a abrir para los familiares de los presos, y las calles empezaran a asfaltarse. En las décadas del 40 y 50 del siglo pasado, fue la inmigración fundamentalmente italiana, la que pobló estas tierras e iniciaron en forma intensiva la explotación hortícola, convirtiendo esta zona del sur platense en la principal región hortícola de la Argentina. 
Estos inmigrantes fueron reemplazados en los últimos años por otros de origen boliviano, que siguieron el mismo camino, manteniendo esta región como una de las más importantes del país. En el año 1950, Olmos tenía aproximadamente 100 habitantes, no tenía escuela, apenas si funcionaban las líneas de colectivos 10 y 60, que tenían salidas a la mañana, al mediodía, a la tarde y a la noche, aunque quien tuviera que viajar, podía llegar a esperar varias horas hasta que llegara el micro que no tenía ninguna puntualidad. La primera escuela primaria es creada en la década de 1950, por iniciativa de los vecinos. A falta de edificio propio, se inició en las instalaciones del Club Unidos de Olmos. Con Raúl Casañas a la cabeza (promotor de la idea), se debieron juntar casa por casa, los 23 chicos que exigía la Dirección de Escuelas para comenzar a funcionar. 
Aún en 1960, se debía recurrir a incorporar chicos de menos de seis años para cubrir la cantidad estipulada. En 1984 el Rotary Club Olmos-Etcheverry le encarga al historiador José María Prado un estudio para determinar la fecha de fundación de la localidad. Con dicho estudio, se decide adoptar como fecha de fundación de Lisandro Olmos, el 18 de septiembre de 1911, coincidente con la fecha de inauguración del ramal de ferrocarril, La Plata-Meridiano V y por lo tanto coicidente con el día que la localidad obtuvo su nombre, ya que así fue designado el apeadero "Lisandro Olmos", ubicado en calle 52 y 196 aproximadamente (km 20). Frente a la actual Cárcel de Olmos y cercano a la casona Los Miradores de Lisandro Olmos. 
En 1983 se forma la Cooperativa de Agua Potable de Lisandro Olmos y en 1986 se abren los grifos de esta fundamental obra. En ese momento se habilitaron 380 conexiones domiciliarias. 
En 2022, cuenta con 8000 viviendas servidas con agua potable de red. Luego de esta fundamental obra, llegaron también las cloacas y el Gas Natural, impulsados por esta cooperativa.
Una de las principales características de Lisandro Olmos además del trabajo, es la fuerza de las instituciones de bien público, que le ha dado la pujanza como pueblo. La participación y solidaridad de su gente, guiadas por el bien común ha hecho que Olmos crezca en calidad de vida. Hoy Lisandro Olmos cuenta con todos los servicios públicos y es centro de atracción en la región suroeste de La Plata, con un gran y muy activo centro comercial ubicado sobre la avenida 44 y la Av 197, con una actividad hortícola en permanente expansión, con industrias, escuelas, clubes y muchas actividades sociales.